# 1974-es labdarúgó-világbajnokság-selejtező (UEFA – 8. csoport)
Az 1974-es labdarúgó-világbajnokság európai 8. selejtezőcsoportjának mérkőzéseit, és a csoport végeredményét tartalmazó lapja. A csoportban körmérkőzéses, oda-visszavágós rendszerben játszottak egymással a labdarúgó-válogatottak. A selejtezőket 1972. október 18. és 1973. október 17. között rendezték. A csoport győztese automatikus résztvevője lett az 1974-es labdarúgó-világbajnokságnak.
A csoportban Csehszlovákia, Dánia és Skócia szerepelt.
Skócia jutott ki az 1974-es világbajnokságra.

## Tabella
| Hely. | Csapat        | M | Gy | D | V | G+ | G– | Gk  | P | Továbbjutás                          |     | Skócia | Csehszlovákia | Dánia |
| ----- | ------------- | - | -- | - | - | -- | -- | --- | - | ------------------------------------ | --- | ------ | ------------- | ----- |
| 1.    | Skócia        | 4 | 3  | 0 | 1 | 8  | 3  | +5  | 6 | Kijutott az 1974-es világbajnokságra |     | —      | 2–1           | 2–0   |
| 2.    | Csehszlovákia | 4 | 2  | 1 | 1 | 9  | 3  | +6  | 5 |                                      |     | 1–0    | —             | 6–0   |
| 3.    | Dánia         | 4 | 0  | 1 | 3 | 2  | 13 | −11 | 1 |                                      | 1–4 | 1–1    | —             |       |

## Mérkőzések
| 1972. október 18. |

| Dánia       | 1–4         | Skócia                                    |
| ----------- | ----------- | ----------------------------------------- |
| Laudrup 28' | Jegyzőkönyv | Macari 18' Bone 20' Harper 80' Morgan 83' |

| Idrætspark, Koppenhága Nézőszám: 31,200 Játékvezető: Tofik Bahramov (szovjet) |

| 1972. november 15. |

| Skócia                  | 2–0         | Dánia |
| ----------------------- | ----------- | ----- |
| Dalglish 2' Lorimer 46' | Jegyzőkönyv |       |

| Hampden Park, Glasgow Nézőszám: 47,109 Játékvezető: Charles Corver (holland) |

| 1973. május 2. |

| Dánia         | 1–1         | Csehszlovákia |
| ------------- | ----------- | ------------- |
| Bjørnmose 15' | Jegyzőkönyv | Petráš 32'    |

| Idrætspark, Koppenhága Nézőszám: 19,942 Játékvezető: Concetto Lo Bello (olasz) |

| 1973. június 6. |

| Csehszlovákia                                 | 6–0         | Dánia |
| --------------------------------------------- | ----------- | ----- |
| Nehoda 46' Veselý 56' Bičovský 57' Hagara 60' | Jegyzőkönyv |       |

| Stadion Letná, Prága Nézőszám: 17,432 Játékvezető: Anton Bucheli (svájci) |

| 1973. szeptember 26. |

| Skócia                | 2–1         | Csehszlovákia |
| --------------------- | ----------- | ------------- |
| Holton 40' Jordan 74' | Jegyzőkönyv | Nehoda 32'    |

| Hampden Park, Glasgow Nézőszám: 95,786 Játékvezető: Øberg (norvég) |

| 1973. október 17. |

| Csehszlovákia         | 1–0         | Skócia |
| --------------------- | ----------- | ------ |
| Nehoda 15' (11-esből) | Jegyzőkönyv |        |

| Tehelné pole, Pozsony Nézőszám: 13,668 Játékvezető: Biwersi (nyugatnémet) |